# Туце свилених чарапа
„Туце свилених чарапа” је југословенски ТВ филм из 1991. године. Режирао га је Слободан Шуљагић а сценарио је написао Стево Жигон по делу Бранислава Нушића.

## Улоге
| Глумац                     | Улога |
| -------------------------- | ----- |
| Драгољуб Милосављевић Гула |       |
| Босиљка Боци               |       |
| Злата Петковић             |       |
| Срђан Пешић                |       |
| Радмила Радовановић        |       |
| Стево Жигон                |       |
| Весна Тривалић             |       |
| Иван Бекјарев              |       |
| Раде Лазаревић             |       |
| Љуба Богдановић            |       |